# Теллурид кадмия
Теллури́д ка́дмия (CdTe) — бинарное химическое соединение кадмия и теллура.
Прямозонный полупроводник группы AIIBVI с шириной запрещённой зоны 1,49 эВ при 300 K.
Используется для создания солнечных батарей, детекторов ионизирующих излучений, фотоприемников.

## Физические свойства

Спектры флуоресценции квантовых точек CdTe различных размеров, размер коллоидных частиц увеличивается примерно от 2 нм до 20 нм разные кривые с максимумами изображенными слева направо. Сдвиг пика флуоресценции в синюю область обусловлен квантовой ямой.

- Коэффициент линейного теплового расширения 5,9·10−6 1/K при 293 K[1].
- Модуль Юнга 52 ГПа.
- Коэффициент Пуассона 0,41.
- Прозрачен для инфракрасного излучения с длинами волн от 830 нм (от энергии, близкой к ширине его запрещенной зоне 1,5 эВ при 300 К[2]), до около 20 мкм.

Флуоресцирует с пиком флуоресценции при 790 нм. При уменьшении размера кристаллов CdTe до нескольких нанометров или менее того, что  превращает их в квантовые точки, пик флуоресценции смещается из видимого диапазона в ультрафиолетовый диапазон, как показано на рисунке спектра флюоресценции.

## Химические свойства
Плохо  растворяется в воде. Взаимодействует даже со слабыми кислотами с выделение весьма ядовитого теллуроводорода и образованием соответствующей соли.